# Imeri Gramvousa
Imeri Gramvousa (griechisch Ήμερη Γραμβούσα (f. sg.), in der Antike Mese) ist eine Felseninsel vor der Nordwestküste der griechischen Insel Kreta. In Abgrenzung zur 2,2 Kilometer nordöstlich gelegenen Insel Agria Gramvousa (Άγρια Γραμβούσα) trägt sie den Zusatz Imeri, was „zahm“ bedeutet. Imeri Gramvousa liegt in der Gemeinde Kissamos des Regionalbezirks Chania, etwa 15 Kilometer nordwestlich der Gemeindehauptstadt, der Kleinstadt Kissamos.

## Lage

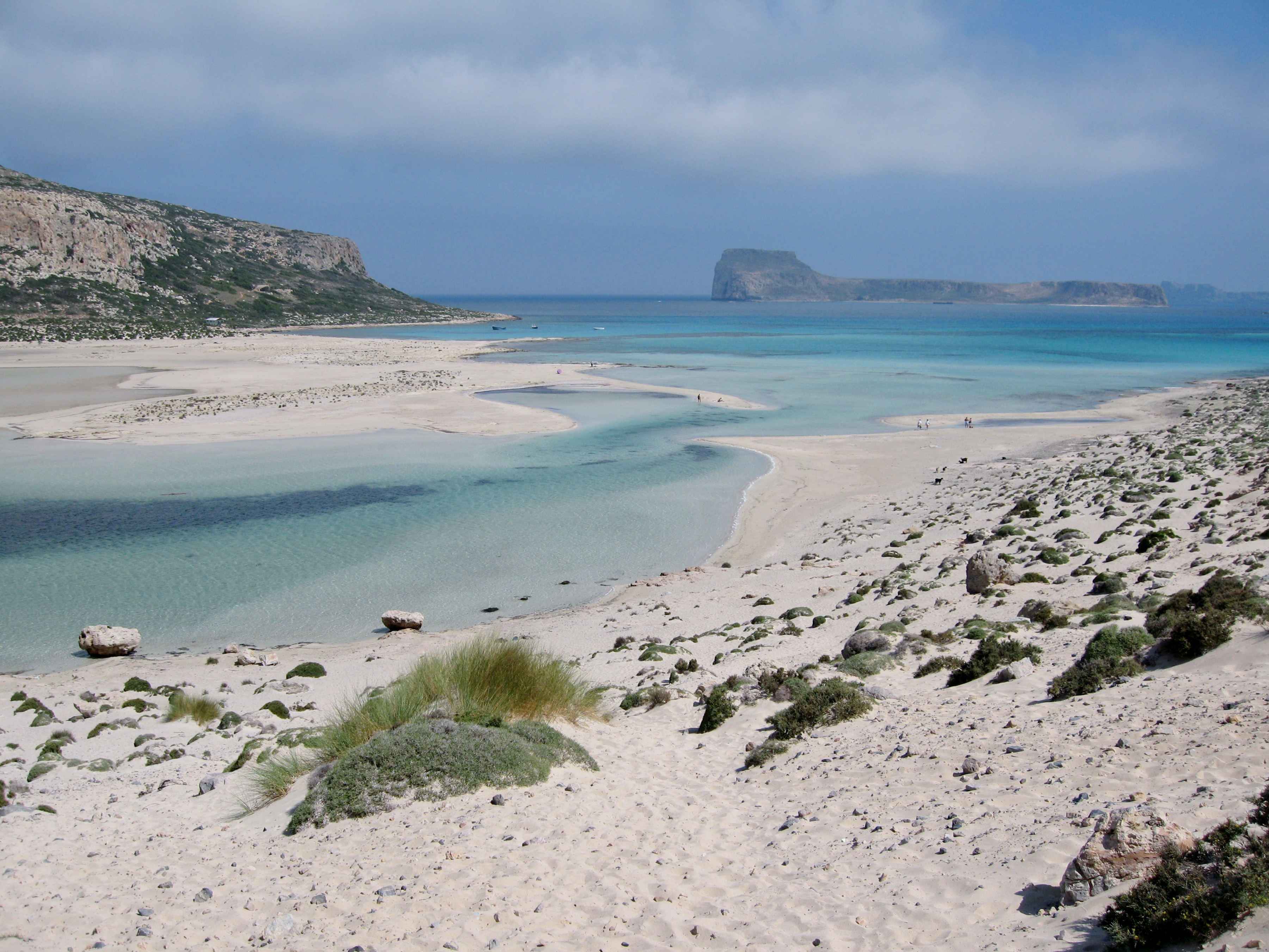
Blick von Balos auf Imeri Gramvousa

Die Insel Imeri Gramvousa liegt etwas über einen Kilometer vor der Westküste der Halbinsel Gramvousa im äußersten Nordwesten Kretas. Die Herkunft der Bezeichnung Gramvousa ist nicht genau bekannt. Als am wahrscheinlichsten gilt die Ableitung von der venezianischen Bezeichnung Capo Buso, übersetzt „Kap mit Öffnung“, für das Kap Vouxa (Άκρα Βούξα) an der Nordspitze der Halbinsel. Es trägt auch die Bezeichnung Trypiti, „mit Loch“, und die Einheimischen sprechen Gramvousa heute noch mit „b“ aus, also Grambousa, wie in dem ehemaligen venezianischen Namen Buso.
Etwa 1,5 Kilometer südlich von Imeri Gramvousa befindet sich das Kap Tigani (Ακρωτήρι Τηγάνι, „Pfannenkap“) mit der Lagune von Balos (Μπάλος), einer touristischen Sehenswürdigkeit der Natur Westkretas. In den Sommermonaten verkehren täglich Ausflugsschiffe von Kissamos zur Insel und der Lagune. Auf Imeri Gramvousa ist dabei die Ruine einer venezianischen Festung zu besichtigen. Sie war die westlichste Verteidigungsstellung der Republik Venedig vor Angriffen auf die im späten Mittelalter zu Venedig gehörenden Insel Kreta und blieb auch nach der Eroberung Kretas durch das Osmanische Reich 1669 noch 23 Jahre in venezianischer Hand.

## Beschreibung
Imeri Gramvousa hat eine Fläche von 72,2 Hektar. Die Insel ist über 1200 Meter lang und 1100 Meter breit. Die höchste Erhebung mit 124 Metern befindet sich im Südwesten. Auf ihr befindet sich die ehemalige venezianische Festung Garabusa oder Grabusa, griechisch Kastro Gramvousas (Κάστρο Γραμβούσας). Mit Ausnahme der Südküste ziehen sich Steilküsten um die Insel. In der Mitte von Imeri Gramvousa befindet sich eine 40 bis 50 Meter hohe Ebene, die an einigen Stellen Abbrüche zum Meer aufweist. Am ausgeprägtesten sind diese an den beiden kleinen Buchten der Südseite, wodurch hier der Zugang zur Insel erleichtert ist.

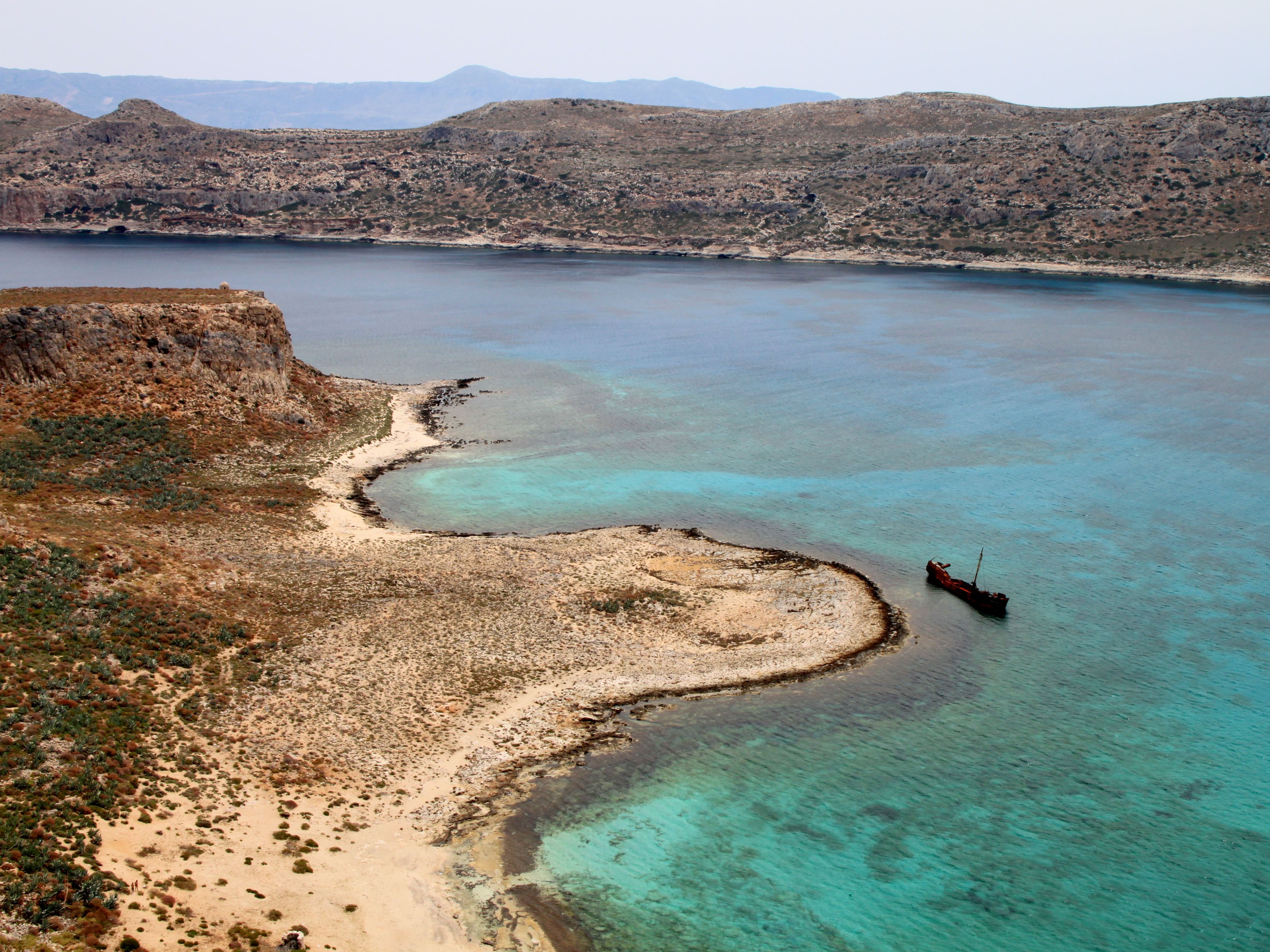
Südküste der Insel

An der Westseite der westlichen kleinen Bucht, südlich der Festungsruine, befindet sich der Bootsanleger für die Ausflugsschiffe von Kissamos. Die Bucht ist teilweise von einem Strand umgeben, hinter dem inmitten einer Vielzahl von Agaven einige kleine Gebäude stehen, die aber nicht dauerhaft bewohnt sind. Zwischen den beiden Buchten der Südküste liegt ein rostendes Schiffswrack, die dort im Januar 1968 gestrandete Dimitrios P, auf Grund. Neben den Gebäuden führt ein steiler Weg zur Festungsanlage hinauf. Er endet am Eingang zur Festung an deren Nordostseite. Die Festungsanlage hat die Form eines Dreiecks, von dem zwei Seiten zur Küste im Westen und Süden liegen.

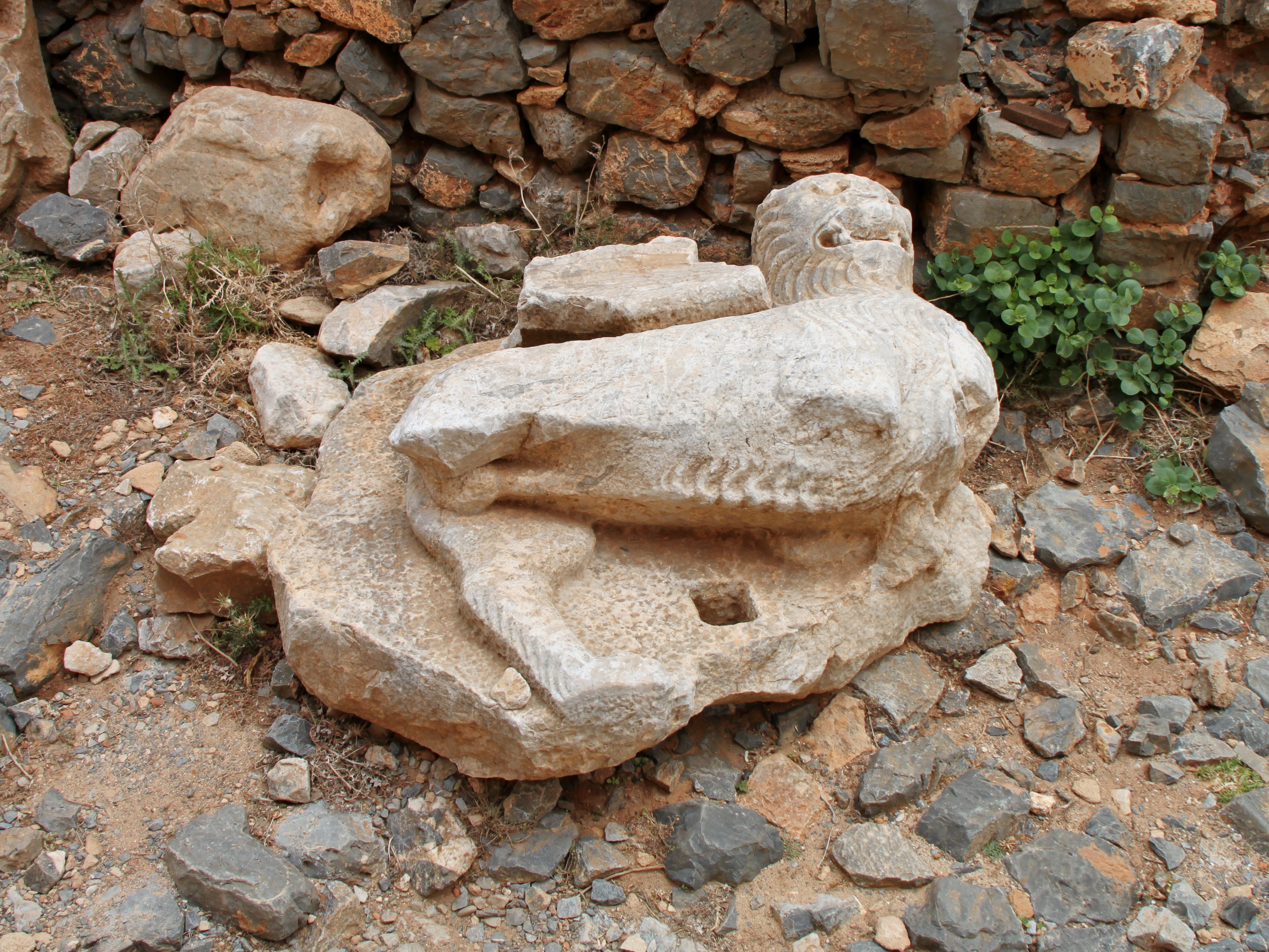
Umgang mit Kulturerbe: Markuslöwe vor dem Festungseingang

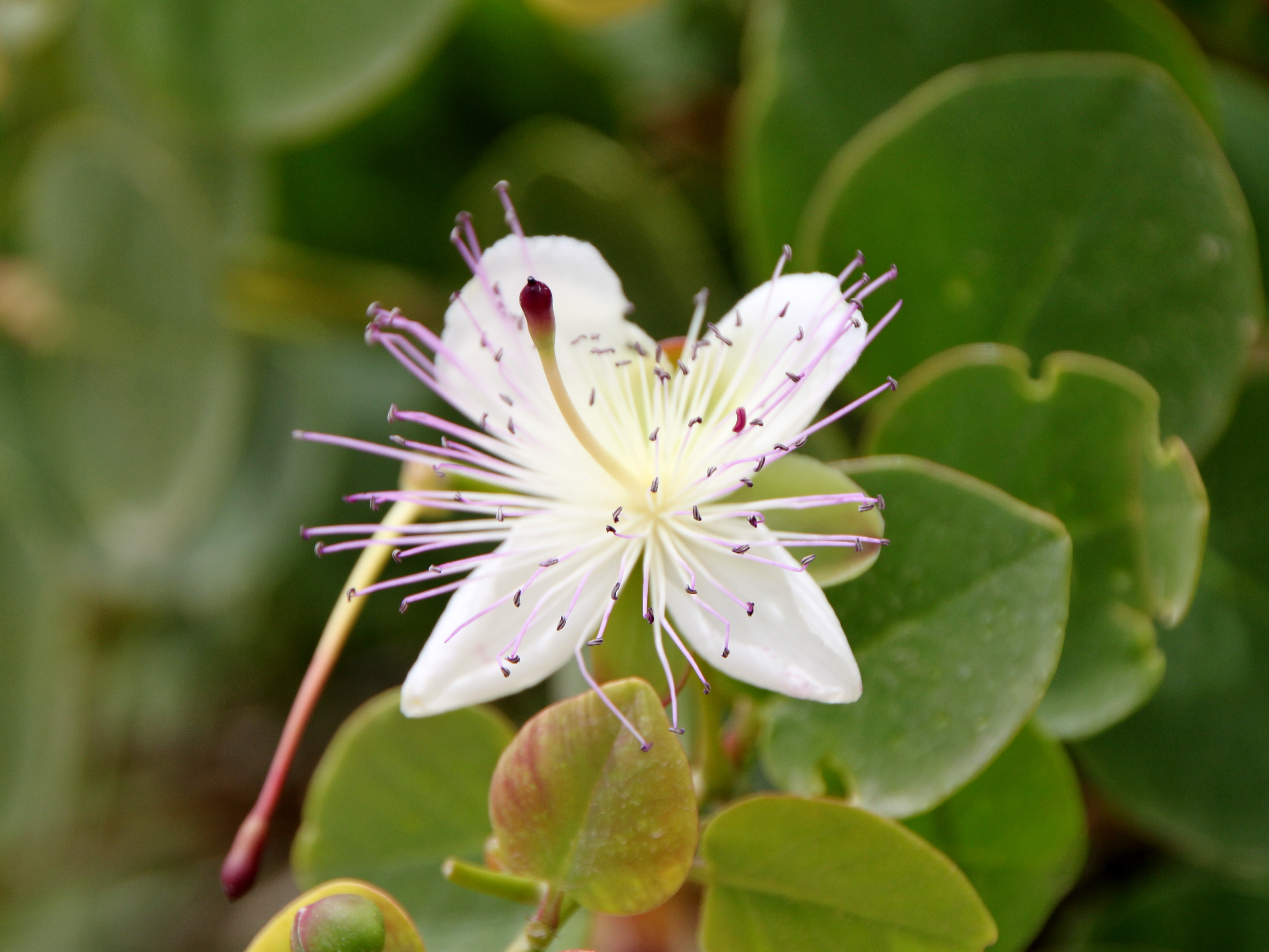
Blüte des Orientalischen Kapernstrauchs

Während die Festungsmauern der etwa 175 Meter langen Südseite und der ungefähr 325 Meter messenden Nordostseite noch gut erhalten sind, ist am Steilabfall zum Meer an der 285 Meter langen Westseite keine Mauer vorhanden. Am besten erhalten ist der Eingangsbereich mit dem Torhaus etwa im Zentrum der Nordostseite. Auf dem Zugangsweg zum Eingangstor liegen Relikte einer steinernen Löwenfigur, des venezianischen Löwen von San Marco, und eines ebenfalls steinernen Wappenschildes. Im Inneren der Festungsanlage sind kaum noch Gebäudereste vorhanden. Die ehemalige Festungskapelle ist das einzige Gebäude mit erhaltenem Dach, einem Tonnengewölbe. Die Apsis der kleinen Kirche hingegen ist zur Hälfte eingestürzt. Von anderen Gebäuden sind nur noch Mauerreste und Fundamente erhalten.
Der größte Teil der Festungsfläche ist inzwischen mit niederen Pflanzen bewachsen, wie sie auf der gesamten Insel vorkommen. Dabei unterscheidet sich der Bewuchs von Imeri Gramvousa nur unwesentlich von der Vegetation der Halbinsel Gramvousa. Auf der Insel wurden bisher 173 unterschiedliche Farn- und Samenpflanzenarten gefunden. Von diesen kommt die Hundskamille Anthemis glaberrima nur auf den beiden Gramvousa-Inseln vor, hat auf Imeri Gramvousa aber nur ein kleines Vorkommen. Sie und das auf Imeri Gramvousa wachsende Zeitlosengewächs Androcymbium rechingeri sind gesetzlich geschützt. Außer wenigen Tamarisken (Tamarix) nahe der Anlegestelle im Südwesten ist die Insel baumlos. Neben der vor allem an der Südküste verbreiteten Amerikanischen Agave (Agave americana) zählt der Echte Kapernstrauch (Capparis spinosa) zu den am häufigsten vorkommenden Pflanzen der Insel.

## Geschichte
Dem britischen Entdecker, Historiker und Schriftsteller Tim Severin zufolge handelt es sich bei Gramvousa um die mythische Insel Aiolia (Αἰολία), der Heimatinsel des Gottes Aiolos, dem Herrn der Winde. Hier soll Odysseus auf seiner Rückreise vom Trojanischen Krieg nach Ithaka einen Monat verbracht und Aiolos diesem einen vernähten Sack mit Sturmwinden übergeben haben, der verschlossen bleiben sollte, um eine glückliche Heimkehr des Odysseus zu garantieren. Nachdem die Gefährten des Odysseus den Sack kurz vor Ithaka öffneten, trieben die entweichenden Stürme die Schiffe des Odysseus zurück zur aiolischen Insel. In der Antike hieß Gramvousa deshalb auch Korykos (‚Ledersack‘) beziehungsweise Korykiai Insulae. Ein anderer antiker Name für Imeri Gramvousa war Mese, die Nachbarinsel Agria Gramvousa hieß vermutlich Tretos.

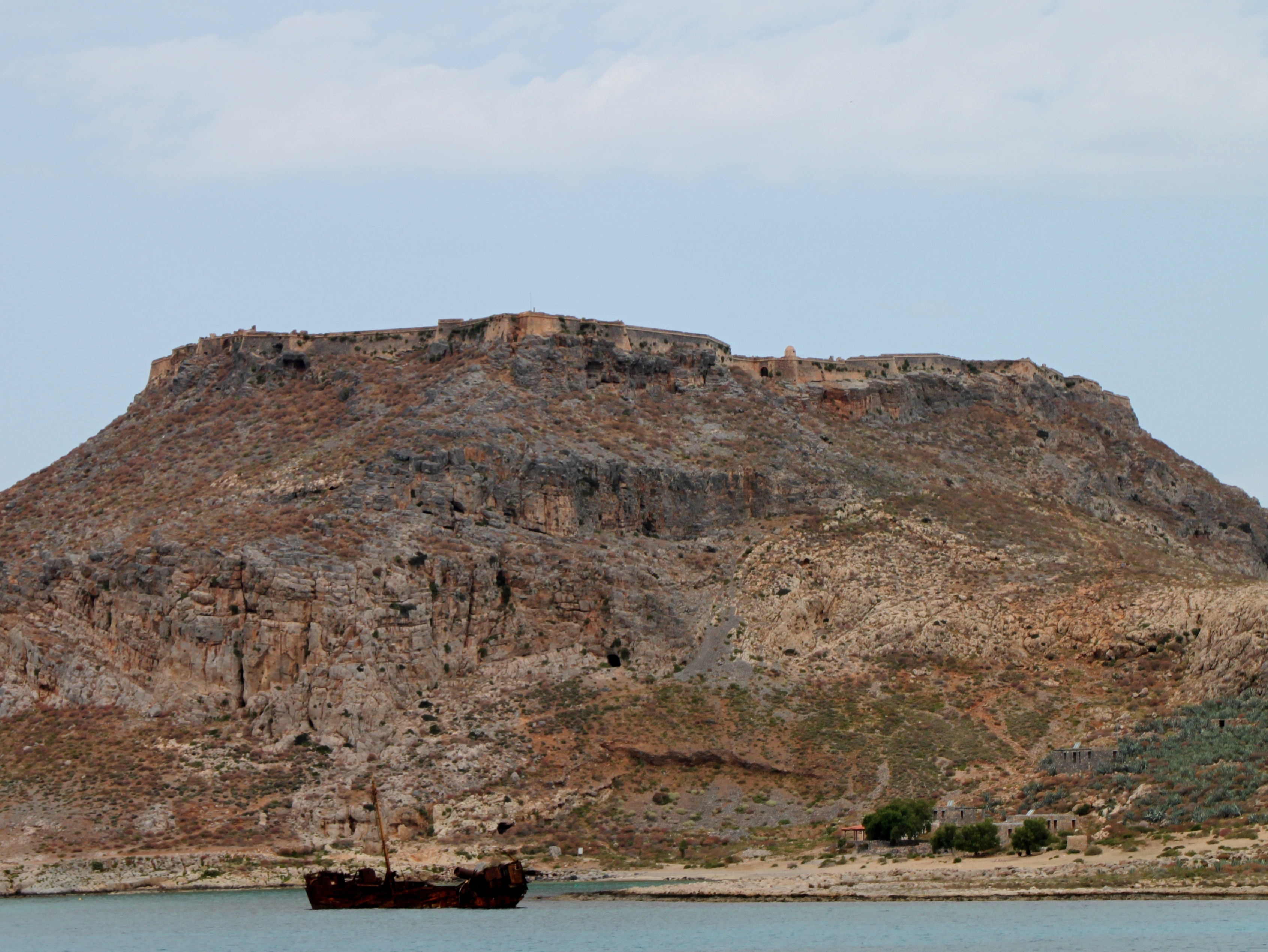
Venezianische Festungsanlage

Nach dem Vierten Kreuzzug (1202–1204), bei dem die Republik Venedig die Kreuzfahrer bei der Einnahme Konstantinopels unterstützte, erhielten die Venezianer die Insel Kreta zugesprochen. Ausgangs des Mittelalters gerieten die ehemaligen byzantinischen Besitzungen Venedigs im östlichen Mittelmeer in Bedrängnis. Nach dem Fall Konstantinopels an das Osmanische Reich führten die Venezianer vier Kriege gegen das aufstrebende Reich im Osten (1463–1479, 1499–1503, 1537–1540 und 1570/71). Im venezianisch-osmanischen Vertrag von 1573 musste Venedig die Insel Zypern an das Osmanische Reich abtreten, blieb aber im Besitz von Tinos, Korfu und Kreta. Zum Schutz Kretas entstanden im 16. Jahrhundert drei Festungen auf der Hauptinsel vorgelagerten Inseln, neben Souda und Spinalonga auch auf Imeri Gramvousa.

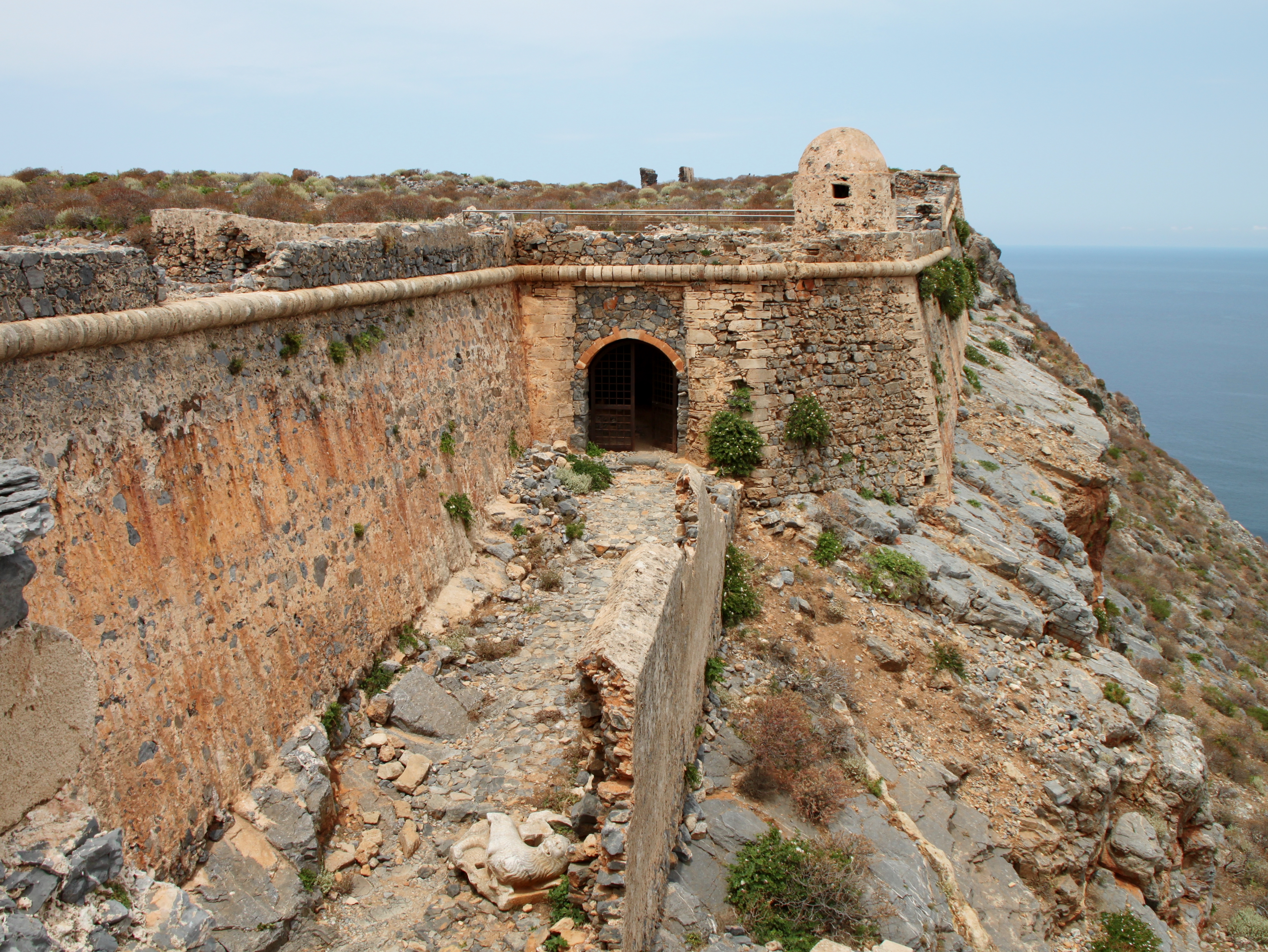
Haupteingang zur Festung

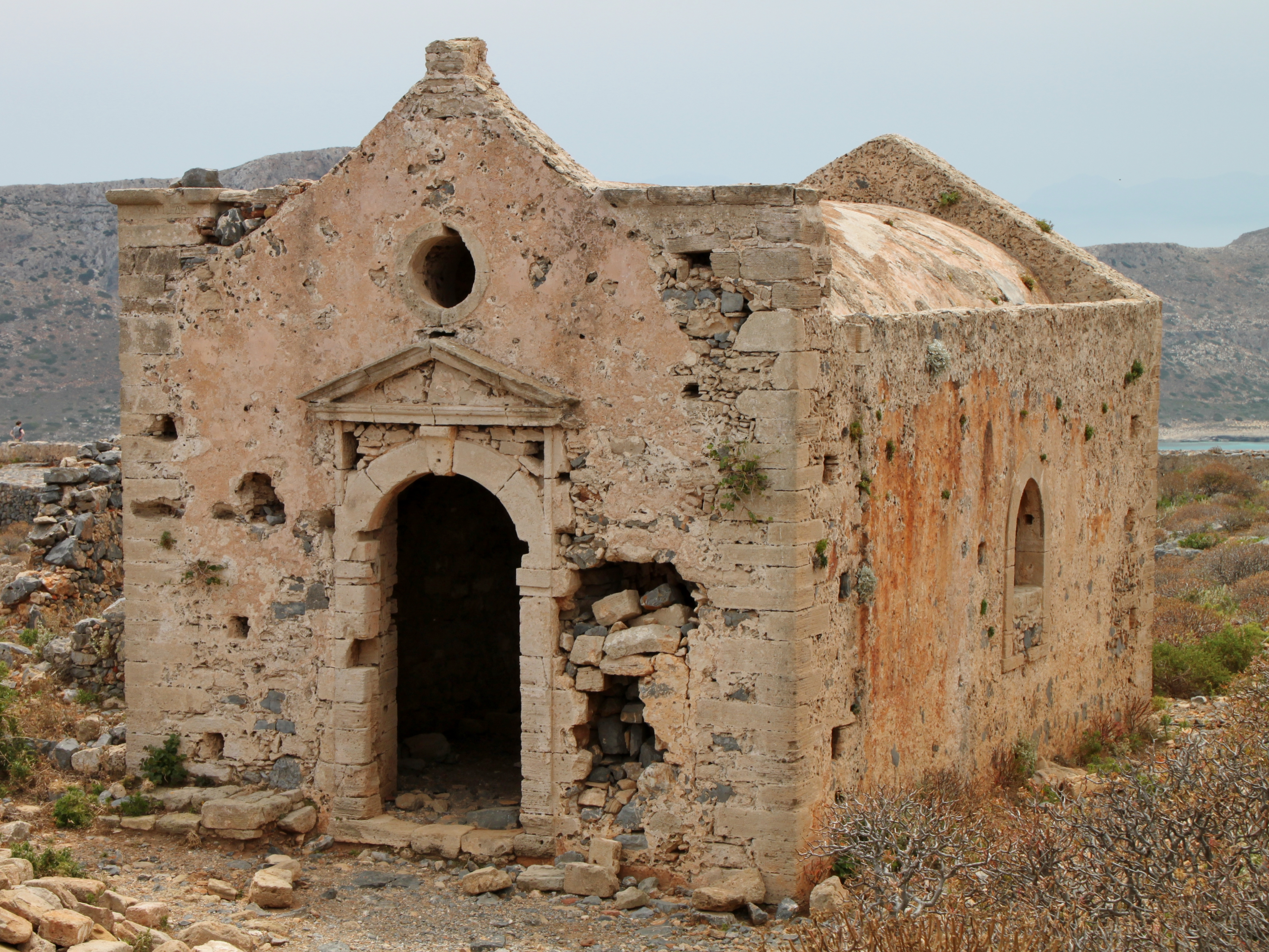
Ehemalige Festungskapelle

Der Bau der Festungsanlage von Imeri Gramvousa wurde 1579 begonnen und 1584 vollendet. Sie diente den Venezianern zur Beobachtung und Kontrolle der Straße von Kythira, der Meerenge zwischen Westkreta und dem Peloponnes. Die als uneinnehmbar geltende Festung blieb auch nach der Eroberung Kretas durch die Osmanen ab 1645 entsprechend dem 1669 durch Francesco Morosini beim Abzug aus Candia ausgehandelten Vertrag bei Venedig, wie auch Souda und Spinalonga.
Während des Großen Türkenkrieges 1683 bis 1699 griff im Jahr 1692 eine venezianische Flotte unter Domenico Mocenigo Kreta an und belagerte Candia. Die Festung von Imeri Gramvousa diente dabei als Basisstützpunkt wie auch als Zufluchtsort kretischer Freiheitskämpfer, die sich gleichzeitig gegen die Osmanen erhoben. Die Venezianer blieben jedoch erfolglos und der Offizier Luca della Rocca übergab im Sommer 1692 die Festung von Imeri Gramvousa kampflos an die Osmanen. Für die aus der Sicht Venedigs verräterische Übergabe erhielt der aus Kalabrien stammende Offizier einige Ämter in der Hauptstadt des Osmanischen Reiches Konstantinopel, wo er ironisch „Kapitän Gramvousa“ genannt wurde. Die Osmanen verstärkten die Befestigungsanlagen auf der Insel und statteten die Festung mit 66 großen Kanonen aus.
Trotz des Ausbaus der Festung, bei dem auch eine Moschee errichtet wurde, hatte Imeri Gramvousa für die Osmanen nur eine geringe strategische Bedeutung. Erst mit der durch Großbritannien, Frankreich und Russland unterstützten griechischen Revolution von 1821 bis 1829 geriet die Festungsinsel wieder in den Blickpunkt der europäischen Mächte. 300 bis 400 kretische Aufständische unter der Führung von Dimitrios Kallergis und Emmanouil Antoniadis erreichten von Spetses kommend Kreta und bemächtigten sich am 9. August 1825 der Festung durch eine List. Sie nutzten sie fortan als befestigten Rückzugsort, errichteten die Kirche Panagia Kleftrina und legten am 16. November 1826 den Grundstein einer Schule. Zeitweise lebten bis zu 3000 Menschen auf der Insel, deren Versorgung jedoch durch die vom übrigen Kreta isolierte Lage stark beeinträchtigt war. Als Ausweg griff man von Imeri Gramvousa aus die durch die Meerenge zwischen Gramvousa und Andikythira fahrenden Schiffe an. Die Ausbeute dieser Piratenaktionen soll teilweise in den Höhlen der Bucht von Balos versteckt worden sein.
In Absprache mit den aufständischen Griechen auf dem Peloponnes unter Ioannis Kapodistrias nahm eine britisch-französische Flotte in einer Überraschungsaktion in den ersten Monaten des Jahres 1828 Imeri Gramvousa ein und vertrieb die Piraten. Die Festung wurde einer russischen Besatzung überantwortet. Nach dem Frieden von Adrianopel im Jahr 1829 musste das Osmanische Reich in den Londoner Protokollen von 1829, 1830 und 1832 die Unabhängigkeit eines griechischen Staates anerkennen, blieb dabei aber im Besitz Kretas. Entsprechend den Vereinbarungen wurde die Festung von Imeri Gramvousa 1831 durch die russische Garde an die Osmanen zurückgegeben. Heute ist die Festungsanlage verfallen und dient als touristische Sehenswürdigkeit auf den Ausflugsfahrten von Kissamos zur „Piratenbucht von Balos“. Jährlich am 29. Juni wird durch die Einheimischen das Kirchweihfest auf der Insel Imeri Gramvousa gefeiert. Die Gläubigen aus Kissamos reisen auf Sonderfahrten per Schiff an, um in der kleinen Kirche der Insel die Apostel Petrus und Paulus zu ehren.

## Belege
1. 1 2  Richard Talbert u. a. (Hrsg.): Barrington Atlas of the Greek and Roman World. Princeton University Press, Princeton 2000, S. 925, 928.
2. ↑  Victoria Kyriakopoulos: Kreta. Deutsche Ausgabe. Lonely Planet, 2009, ISBN 978-3-8297-1607-9, S. 125 (google.de [abgerufen am 4. November 2010]).
3. 1 2 3 4 5 6  Geschichtlicher Überblick zur Festung von Gramvousa. www.gramvousa.com, abgerufen am 4. November 2010.
4. ↑  Charles Arnold (Hrsg.): Die Inseln des Mittelmeers. Ein einzigartiger und vollständiger Überblick. 2. Auflage. Mare Buchverlag, Hamburg 2008, ISBN 978-3-86648-096-4, S. 340.
5. ↑  Sailing Directions (enroute). (PDF 7,02 MB) Pub. 132. S. 132, abgerufen am 27. Januar 2011 (englisch).
6. ↑  Anthemis glaberrima. www.iucnredlist.org, abgerufen am 9. November 2010.
7. ↑  Vegetation und Flora. www.gramvousa.com, abgerufen am 9. November 2010.
8. ↑  Ausflug – per Schiff – Insel Gramvoussa. www.my-kaliviani.com, abgerufen am 12. November 2010.
9. ↑  Odyssee – Aiolos, die Laistrygonen, Kirke (Deutsche Übersetzung des 10. Gesangs der Odyssee). www.gottwein.de, abgerufen am 10. November 2010.
10. ↑  Joseph Freiherr von Hammer-Purgstall: Geschichte des Osmanischen Reiches. Sechster Band. C. A. Hartleben’s Verlage, Pest 1830, S. 573 (google.de [abgerufen am 10. November 2010]).
11. ↑  Theocharis E. Detorakis: Geschichte von Kreta. Th. Detorakis, Iraklio 1997, ISBN 960-90199-4-3, S. 327/328, 391.
12. ↑  Eberhard Fohrer: Kreta. Michael Müller Verlag, Erlangen 2009, ISBN 978-3-89953-453-5, S. 658.
13. ↑  Das Kirchweihfest auf der Insel Gramvousa. www.my-kaliviani.com, abgerufen am 12. November 2010.